# Ломакин, Юрий Иванович
Юрий Иванович Ломакин (1928—2008) — советский государственный и политический деятель, председатель Волгоградского областного исполнительного комитета.

## Биография
Родился в 1929 году. Член ВКП(б) с 1954 года.
С 1952 года — на общественной и политической работе. В 1952—1990 гг. — мастер, начальник цеха завода «Баррикады», секретарь Краснооктябрьского райкома КПСС, заведующий промышленным отделом Волгоградского обкома КПСС, директор Волгоградского завода нефтяного оборудования,  секретарь, второй секретарь Волгоградского обкома КПСС, председатель исполнительного комитета Волгоградского областного Совета депутатов трудящихся, председатель Госснаба РСФСР.
Избирался депутатом Верховного Совета РСФСР 9-го, 10-го и 11-го созывов.
Умер в 2008 году.